# Клоштар-Вояковацький
46°03′ пн. ш. 16°37′ сх. д. / 46.05° пн. ш. 16.61° сх. д.
Клоштар-Вояковацький (хорв. Kloštar Vojakovački) — населений пункт у Хорватії, у Копривницько-Крижевецькій жупанії у складі міста Крижевці.

## Населення
Населення за даними перепису 2011 року становило 366 осіб.
Динаміка чисельності населення поселення: